# Иларион (Ананьев)
Митрополи́т Иларио́н (в миру Иван Ананьев; 13 [23] ноября 1631, Нижний Новгород — 14 [25] декабря 1708, Суздаль) — епископ Русской православной церкви, митрополит Суздальский и Юрьевский, один из основателей и первый строитель Свято-Успенского монастыря «Флорищева пустынь».
Канонизирован в 1982 году лике святителей, память 27 декабря.

## Биография
Родился 13 (23) ноября 1631 года в семье нижегородского священника Анании и его жены Мелании. Его отец служил сначала при церкви Пресвятой Богородицы Зачатьевского женского монастыря, позднее семья переселилась в село Кириково в пределах Нижнего Новгорода, рядом с обителью преподобного Макария Желтоводского.
С ранних лет он показал себя смышлёным ребёнком. Отец, видя не по летам быстрое развитие сына, решил научить его грамоте и, к великому удивлению всех, Иоанн уже к четырём годам прочитал все книги, которые давались в те времена детям при обучении: букварь, часослов и псалтырь.
В 1636 году, когда Иоанну было пять лет, умерла его мать. Спустя три года Анания, по благословению Патриарха Иоасафа, ушёл в козьмодемьянский Спасский монастырь на реке Юнге, за 50 вёрст вниз по Волге, взяв с собой сына. Там он принял монашеский постриг с именем Антоний. В этом незнатном монастыре и прошли детство и юность Иоанна.
Когда Иоанну было 16 лет, он, взяв у отца благословение, пошёл навестить своих родных в село Кириково. Родные, «положиша намерение» женить Иоанна. Иоанн долго не соглашался, желая для себя монашеского пути, но в итоге уступил и сочетался браком с дочерью священника из соседнего села, по имени Ксения. Её брат Павел, будущий епископ Коломенский, подвизался в то время в Троицкой Балахнинской Пафнутьевой пустыни.
Но и будучи в браке, Илларион продолжал оставаться верным монашескому призванию, «вступив в брак, уговорил жену свою да сохранит к нему любовь непритворную, в тайности неискособрачныя». Когда же родные узнали об этом, то стали уговаривать юношу жить с женой согласно обычаю «и Иоанн благопослушлив бе и рассмотрев в Писании, яко то сочетание во грех не вменяется, соизволи по изволению его быти».
Через полтора года Ксения, заболев, скончалась. Горько плакал молодой вдовец: «О, люте моего несчастия и злополучения! О, люте моего вдовства младолетного! Не хотех было браком сочетатися, днесь же не могу претерпети разлучения. Премилостивый Владыко … вем, яко неисповедимы суть щедроты человеколюбия Твоего, но не могу престати от сего жалосте скорбного нашествия». Родные советовали жениться повторно, но теперь Иоанн был непреклонен.

## Монашеский путь
Постригся в монашество 11 декабря 1653 года в возрасте 22 лет, приняв пострижение от епископа Коломенского и Каширского Павла. О будущем месте своего пребывания Иларион узнал от некоего священника Василия, расхваливавшего уединённую пустынь, где на тот момент подвизалось четыре инока — схимонах Мефодий с братьями Варлаамом, Ионой и Мекандром. Ещё будучи мирским человеком, Иларион некоторое время жил при обители, усматривая в пустыножительстве своё призвание. Но, несмотря на данный обет Богу вернуться в обитель, он продолжал откладывать переселение во Флорищеву пустынь. В то время по делам обительским был в Москве схимонах Мефодий, который, узнав о жившем здесь Иларионе, пришёл к нему и стал духовно наставлять иеродьякона вспомнить обещание, данное Богу, и вернуться в пустынь. В то время там уже было закончено строительство церкви в честь Ефрема Сирина, и иноки искали благословения святейшего патриарха на освящение храма, которое и осуществил игумен Моисей из вятского Благовещенского монастыря.
Послушав своего духовника, Иларион с радостью отправился с ним в обитель на Флорищеву гору. Не узрел он ни каменного храма, ни устроенного монастыря, что представлялись ему, а братии так и продолжало оставаться четыре инока. Уже имея церковь, стали склонять они молодого иеродьякона принять священный сан. Долго упорствовал Иларион, говоря о своём недостоинстве, отчего старец Мефодий склонил его поехать с ним в Москву за патриаршим благословением. Патриарх Никон хорошо знал его отца, иеромонаха Антония, а также был наслышан о дарованиях молодого монаха, поэтому удовлетворил просьбу братии. 22 мая 1654 года патриарх Никон по просьбе братии посвятил Илариона в сан иеромонаха, признав его «зело искусным в Священном Писании».
Но недолго продолжалось тихое пустыножительство монахов — в России началась чума, которая затронула и святую обитель. Один за другим стали умирать иноки, так что в конце остался один Иларион. Решив на время покинуть обитель, он ушёл за Оку, в нижегородские пределы, в леса, в пятнадцати верстах от села Афанасьева. Устроив там из хвороста небольшой шалаш, стал молиться, чтобы Милостивый Господь послал ему какого-нибудь человека с кем можно было бы вернуться во Флорищеву пустынь и совместно жительствовать. Наступила зима, местные жители, узнав о жившем неподалёку иеромонахе, пришли к нему с соломой, чтобы помочь утеплить шалаш. Но случилось несчастье — пожар полностью охватил «келью» монаха, так что Иларион едва успел вынести имевшиеся с ним книги. Вскоре крестьяне вернулись с топорами и помогли ему обустроить деревянную хижину. Брёвна были промёрзшие и потому в келье было холодно и сыро. Горевал инок, скучая по Флорищевой обители. Со временем крестьяне уже из других окрестных селений стали стекаться к нему на проповеди.
Узнав о Иларионе, его родной брат Пётр отправил к нему священные ризы, книги и припасы, уговаривая его возвратиться в обитель. Молодой иеромонах вернулся во Флорищеву пустынь, по дороге в Гороховце встретив монаха Иону, который ушёл из монастыря незадолго до чумы и потому остался в живых.

## Устроение обители
Постепенно слава о святом подвижнике распространилась по окрестностям и к нему стали стекаться богомольцы. Начало расти и число братии. Узнав о монастыре, пришёл подвизаться и священник Василий, от которого Иларион узнал о пустыни, приняв в монашестве имя Вениамин. Желающие посетить святое место паломники часто плутали в лесах, потому настоятель благословил проложить через лес дороги к Гороховцу, Якушеву, на Мугреево и на Раменье. Сам святой работал вместе с братьями и трудниками — помогал устраивать мосты через реку, нося брёвна, рубил деревья при устройстве дорог.
Одной из главных забот продолжала оставаться сама обитель — церковь, которая ещё была построена при схимонахе Мефодии в 1651 году, сгорела и на её месте было решено построить храм также в честь Ефрема Сирина. Наметили устроить ограду вокруг монастыря с надвратной церковью. Там, где она должна была быть, увидел Иларион явившихся соловецких чудотворцев — преподобных Зосима и Савватия, в их честь и была она освящена через три года после смерти старца Мефодия, в 1657 году. Но и здесь не обошлось без искушений — местные жители отказывались устраивать обитель и помогать в строительстве церквей, говоря что монахи хотят их уморить голодом. Сильно опечалился Иларион таким отказом и принялся возносить горячие молитвы к Богу. Как-то во сне к нему явился Сам Господь, сказав: «Иларион! Иларион! Не скорби впредь. Задуманное тобою дело вскоре свершится, не скорби о нём». Сразу после утрени, на следующий день, пришли неизвестные люди с милостыней, которой хватило на устроение всех задуманных монастырских строений — и церкви, и ограды.
Началось время церковной смуты — патриарх Никон утвердил новые богослужебные книги, которые были приведены в соответствии с греческими. Не затронуло это и обитель — хотя Иларион и принял новые церковные постановления, нашлись недоброжелатели, которые оклеветали святого перед патриархом — как будто бы он примкнул к старообрядцам и склонял к этому братию. Когда пустынник предстал перед патриархом, тот стал укорять его за непослушание и вносимый в церковь раздор. На что святой сказал, что хоть и сомневался о правильности принятой реформы, но уже давно совершает все службы по новым книгам. Патриарх был удовлетворён ответом, но все же отправил Иллариона на сорокодневное испытание в Чудов монастырь, после чего отпустил с миром обратно в обитель.
Не только духовную брань вёл святой подвижник — часто в обитель наведывались разбойники, ища некие «монастырские сокровища». Однажды они схватили Иллариона и пытая его огнём, стали допытываться, где он прячет серебро. Злодеи не поверили словам монаха, что все было потрачено на устройство обители. Разграбив монастырь, забрали с собой даже медные котлы для приготовления пищи и ветхую одежду, удалились. Бывало и такое, что братии приходилось прятаться вместе с игуменом в дымоходных трубах, а также укрываться в лесах или на время покидать обитель, пережидая опасность в Гороховце. Много скорбей претерпевал святой подвижник и от монахов — часто братья роптала на свою жизнь и уходила из монастыря. Голод, болезни и страх перед видимым и невидимым врагом испытывали сердца подвизающихся.
В июне 1660 года Иларион получил благословение от митрополита Сарского и Подонского Питирима, который после низложения патриарха Никона в 1658 году был местоблюстителем патриаршего престола. Но и здесь были искушения — снова жители из окрестных сёл отказывались идти работать в монастырь, зная о трудностях монахов. Снова лишь чудом от некоего неизвестного московского благодетеля получилось инокам получить необходимую сумму на строительство новой церкви, которая была освящена в честь Успения Божьей Матери.
Новая опасность пришла на нижегородскую землю — наступил голодный год. По благословению настоятеля, Флорищева пустынь стала помогать нуждающимся, так что монахи, которые были поставлены на послушание помощи, сильно изнемогали. Когда запасы муки иссякли, Илларион стал искать благодетелей, у которых можно было занять денег на покупку хлеба. Когда запасы пропитания уже почти закончились, пришли богомольцы, которые отдали братии десять фунтов серебра, тем самым спасши от голода и братьев, и находящихся на пропитании.

## Возвышение обители
Известный подвижник славился даром пророчества и чудотворения. Часто к нему приходили с нуждой богомольцы, желающие получить исцеление от физических и духовных недугов. Слава распространилась до самой Москвы, так что слухи дошли и до царя Алексея Михайловича. В то время в столице при патриаршей женской богадельни на Куличках по действу какого-то чародея поселился бес. Проживавшим в богадельне он творил разные пакости, не давал никому ни днём, ни ночью уснуть, стаскивал людей с постелей, выкрикивая непристойности, стуча и гремя на печи, на полатях, по углам, наводя на всех страх и насаждая распри. Многие московские духовные лица старались изгнать дьявола из того места, но ничего не выходило. Именно тогда и вспомнили о живущем в пустыне чудотворце.
Когда посланники царя явились к игумену, то он испугался, думая что его снова оклеветали. Не зная, что и как, он только и смог вымолвить «Господи, помилуй», но государева наказа не смог ослушаться и поехал в Москву. Поклонившись царю до земли, он стал ждать гневных речей, но тот успокоил его, попросив о изгнании беса из женской богадельни. Тогда святой стал говорить о своём недостоинстве, но после усиленных просьб государя, согласился.
С прибывшими из Флорищевой пустыни монахами Марком и Иосифом, он отправился на место. Начав служить вечернюю службу по заведённому в монастыре чину, он услышал наглые выкрики беса, старавшегося смутить его и братию. Не обращая никакого внимания, они закончили вечерню и стали читать акафист Божьей Матери. Воздев руки к небу, он с силой дарил себя в грудь и из глаз пошли слёзы. Бес снова начал смеяться и глумиться над святым монахом, но поняв, что это не имеет никакого результата, загремел на полатях и сказал «я иду к тебе». От услышанного монахи, прибывшие с ним, стали страшиться, но Илларион убедил их остаться до конца, ибо «без Божьего попущения дьявол не властен даже над свиньями». Чтобы отвлечь монаха от молитвы, нечистый превратился в чёрного кота и стал бросаться в ноги и мешать творить земные поклоны, но Иларион беззлобно подхватывал его и отбрасывал от себя. После завершения молитвословия, он велел монахам не бояться и ложиться спать.
На следующий день, вернувшись в богадельню, Иларион велел приготовить стол и постелить на него плат. Облачаясь в ризы, он стал освящать воду. Бес стал бросать в него камни, крича непристойным голосом, но все было тщетно — ничто не смогло повредить или напугать преподобного. Окропив все места в доме и закончив водосвятие, он обратился к бесу, заклиная его Божьим именем выйти из богадельни. В течение семи недель боролся подвижник с ним и в конечном счёте одержал победу. Прожив ещё десять недель в богадельне и уверившись, что нечистый дух ушёл, он вернулся в обитель.
Иларион ввёл в обители строгое монашеское молитвенное правило. Например, ежедневно схимонахам полагалось класть 600 поклонов, а грамотным читать 7 кафисм. Возбранялось без надобности общение с приходящими богомольцами, а поездки из монастыря со временем стали очень редкими. Каждый монах, который владел каким-либо ремеслом, должен был работать безвозмездно на обитель. Сам игумен не уклонялся от труда, выходя на общие монастырские работы.
После смерти Алексея Михайловича, его сын Фёдор стал царём. В 1676 году из Москвы в Вязники был переведён близкий к царю человек воевода Иван Максимович Языков. Имея знакомство с гороховецким воеводой Петром Авраамовичем Лопухиным, стал часто наезжать в обитель, делая пожертвования. Возвратившись в Москву, он рассказал царю о Иларионе и Феодор Алексеевич вознамерился познакомиться с ним лично. Поклонившись до земли, Иларион стал ждать дальнейшей своей участи. Царь подойдя поднял его и попросил дать благословение. Долго смиренный инок отказывался, прибегая даже к отрывкам священного Писания, показывая своё недостоинство, но после согласился. После начался долгий разговор, в ходе которого царь удостоверился, что сей иеромонах воистину обладает особым даром от Бога. С тех пор часто стал бывать в Москве в царских палатах Иларион, наставляя и духовно окормляя как молодого царя, так и приближённых. Вскоре и сам Фёдор Алексеевич пожелал навестить прославившуюся обитель — когда царская свита вышла из Вязников, Иларион благословил звонить в большой колокол, а сам с братьей вышел со крестом и иконой Успения Божьей Матери навстречу царю.
Благодаря щедрым пожертвованием царя началось строительство нового каменного храма. Осенью 1681 года начались земляные работы, а уже 30 сентября 1682 года состоялось торжественное освящение вновь построенной церкви. Для нового храма царём были пожертвованы Евангелие в серебряном окладе, а также позолоченная церковная утварь. Вместе с царской свитой на торжества в пустынь прибыл и митрополит Смоленский Симеон. По завершении торжества царь повелел Илариону отправляться вместе с ним в Москву. С сожалением покидал он святую обитель, духовно прозрев что больше никогда не вернётся сюда.

## Митрополит Суздальский и Юрьевский
По прибытии в Москву он был возведён в епископы города Суздаля патриархом Иоакимом. Настоятельство над монастырём было поручено одному из учеников Илариона иеромонаху Иринарху, очень смиренному и едва ли уступающему в подвигах учителю. 11 декабря 1682 года Иларион был рукоположён в сан архиепископа Суздальского и Юрьевского патриархом Иоакимом. После смерти царя Алексея Михайловича Иларион покинул Москву, отбыв в Суздаль, оставаясь там вплоть до своей кончины.
На митрополичьей кафедре он вёл скромную жизнь, стараясь по мере сил и возможностей работать на благо пасомых. В январе 1683 года подписал грамоту об отмене местничества уже в чине архиепископа Суздальского и Юрьевского. В Суздальской епархии Иларион строил, восстанавливал и украшал храмы. Только в Суздале на его средства было построено пять церквей и перестроен древний собор. В том же году при венчании второго брака царя Иларион получил белый клобук и сан митрополита.
В 1699 году митрополитом Суздальским Иларионом торжественно были открыты мощи преподобной Ефвросинии Суздальской, которые до тех пор оставались под спудом. В округе митрополит Иларион построил тридцать храмов. Всего на святительском престоле он пробыл 26 лет и 4 дня.
Умер 14 [25] декабря 1708 года. Погребён в суздальском соборе в честь Рождества Пресвятой Богородицы. У его гробницы совершались чудеса и исцеления, около двадцати из них засвидетельствованы в древнем житии святителя. Житие митрополита Илариона составлено его учениками, первое издание датируется 1868 годом.

## Почитание
Как писал исследователь древнерусской живописи и краевед Василий Георгиевский, «он был великий подвижник благочестия, прославленный за свои подвиги ещё в здешней жизни и достигший единственно за свои высокие нравственные совершенства „сана святительского“».
В декабре 2007 года отмечалось 300 лет со дня кончины митрополита Илариона.
18 декабря 2018 году на встрече с митрополитом Владимирским и Суздальским Евлогием директор Владимиро-Суздальского музея-заповедника Светлана Мельникова поддержала идею Владимирской епархии канонизировать митрополита Илариона. Она заявила о готовности музея помочь епархии в этом деле научно-исследовательскими материалами.